# ثوم أنغولي
ثوم أنغولي (الاسم العلمي: Allium angolensis) هو نوع من النباتات يتبع جنس الثوم من الفصيلة النرجسية. سمي هذا النوع نسبةً إلى أنغولا.